# Liste von Bergwerken im Landkreis Cochem-Zell

Verbandsgemeinden im Landkreis Cochem-Zell.

Die Liste von Bergwerken im Landkreis Cochem-Zell umfasst Bergwerke im Landkreis Cochem-Zell, Rheinland-Pfalz. Der Bergbau in der Eifel ist seit der Eisenzeit belegt.

## Liste

### Verbandsgemeinde Cochem
| Name             | Ortsteil | Bergrevier | Beginn     | Ende | Teufe | Anmerkungen | Lage                | Bild |
| ---------------- | -------- | ---------- | ---------- | ---- | ----- | --- | ------------------- | ---- |
| Anna-Maria       | Karden   | Coblenz    |            |      |       | Blei, Zink, Kupfer |                     |      |
| Beiler           | Karden   | Coblenz    |            |      |       | Blei, Zink; nordwestlich von Karden; wohl nur Schurf                                                                  |                     |      |
| Brohl            | Karden   | Coblenz    |            |      |       | Blei, Zink; nordwestlich von Karden; wohl nur Schurf                                                                  |                     |      |
| Carden I         | Karden   | Coblenz    |            | 1881 |       | Blei, Zink, Kupferkies, Schwefelkies; erstreckt sich über die Gemeinden Karden, Brohl, Winningen, Brieden und Pommern |                     |      |
| Charlotte        | Treis    | Coblenz    |            |      |       | Schiefer | 50°7'47"N 7°16'54"E |      |
| Clottenerhöhe    | Klotten  | Coblenz    |            |      |       | Eisen; Konzessionsfeld                                                                                                |                     |      |
| Cochemer Krampen | Ernst?   | Coblenz    | 1883 (vor) |      |       | Kupfer; in der Nähe von Cochem; lediglich Aufschlussarbeiten                                                          |                     |      |
| Ernst            | Ernst?   | Coblenz    | 1883 (vor) |      |       | Kupfer; in der Nähe von Cochem; lediglich Aufschlussarbeiten                                                          |                     |      |
| Forst            | Karden   | Coblenz    |            |      |       | Blei, Zink, Kupfer, Schwefelkies, Fahlerz; bei den Birschinger Höfen; 3 Versuchsstollen und Gesenk                    |                     |      |
| Lavinia          | Karden   | Coblenz    |            |      |       | Blei, Zink; nordwestlich von Karden; wohl nur Schurf                                                                  |                     |      |
| Maasburg         | ?        | Coblenz    |            |      |       | Eisen |                     |      |
| Mosella          | Müden    | Coblenz    |            | 1870 |       | Blei, Zink; Bergbau an drei Punkten des gleichen Ganges                                                               |                     |      |
| Treis            | Karden   | Coblenz    |            |      |       | Blei, Zink; nordwestlich von Karden; wohl nur Schurf                                                                  |                     |      |

### Verbandsgemeinde Ulmen
| Name        | Ortsteil     | Bergrevier | Beginn     | Ende | Teufe | Anmerkungen                                     | Lage | Bild |
| ----------- | ------------ | ---------- | ---------- | ---- | ----- | ----------------------------------------------- | ---- | ---- |
| Alflina     | Müllenbach   | Coblenz    | 1883 (vor) |      |       | Schiefer; im Hochpochtener Wald                 |      |      |
| Auguste     | Müllenbach   | Coblenz    | 1883 (vor) |      |       | Schiefer; am Endertbach                         |      |      |
| Endert      | Ulmen        | Coblenz    | 1883 (vor) |      |       | Schiefer; am Endertbach                         |      |      |
| Marthenthal | Ulmen        | Coblenz    | 1883 (vor) |      |       | Schiefer; am Endertbach                         |      |      |
| Thomas      | Bad Bertrich | Coblenz    |            |      | 4 m   | Kupfer; an der Straße nach Alf; wohl nur Schurf |      |      |
| Steinmann   | Müllenbach   | Coblenz    | 1883 (vor) |      |       | Schiefer; im Hochpochtener Wald                 |      |      |
| Uelmen      | Ulmen        | Coblenz    |            |      |       | Eisen; Konzessionsfeld                          |      |      |

### Verbandsgemeinde Kaisersesch
| Name                         | Ortsteil        | Bergrevier | Beginn     | Ende | Teufe | Anmerkungen | Lage | Bild |
| ---------------------------- | --------------- | ---------- | ---------- | ---- | ----- | --- | ---- | ---- |
| Amalia                       | Masburg         | Coblenz    | 1883 (vor) |      |       | Schiefer |      |      |
| Anna                         | Kaisersesch     | Coblenz    | 1883 (vor) |      |       | Schiefer |      |      |
| Anton                        | Düngenheim      | Coblenz    | 1883 (vor) |      |       | Schiefer |      |      |
| Antonius                     | Landkern        | Coblenz    | 1883 (vor) |      |       | Schiefer |      |      |
| Antonius                     | Düngenheim      | Coblenz    | 1883 (vor) |      |       | Schiefer; 1895 49 Belegschaftsmitglieder (1911 60, 1912 75); Betriebszeiten: -15. Mai 1910;15. Jan. 1911-1914;1918-1928 |      |      |
| Ausdauer I-III               | Kaisersesch     | Coblenz    | 1883 (vor) |      |       | Schiefer |      |      |
| Barbara                      | Düngenheim      | Coblenz    | 1883 (vor) |      |       | Schiefer |      |      |
| Bernhardsruhe                | Kaisersesch     | Coblenz    | 1883 (vor) |      |       | Schiefer |      |      |
| Berenz                       | Laubach         | Coblenz    | 1883 (vor) |      |       | Schiefer |      |      |
| Bewinkel                     | Hambuch         | Coblenz    | 1883 (vor) |      |       | Schiefer |      |      |
| Brück I-IV                   | Laubach         | Coblenz    | 1883 (vor) |      |       | Schiefer |      |      |
| Colonia                      | Müllenbach      | Coblenz    | 1883 (vor) |      |       | Schiefer; durchschnittl. 38 Belegschaftsmitglieder                                                                      |      |      |
| Concordia                    | Düngenheim      | Coblenz    | 1883 (vor) |      |       | Schiefer |      |      |
| Constantia                   | Masburg         | Coblenz    | 1883 (vor) |      |       | Schiefer; durchschnittl. 38 Belegschaftsmitglieder                                                                      |      |      |
| Fortuna                      | Kaisersesch     | Coblenz    | 1883 (vor) |      |       | Schiefer |      |      |
| Fuhrmann                     | Düngenheim      | Coblenz    | 1883 (vor) |      |       | Schiefer |      |      |
| Gaudesloch                   | Laubach         | Coblenz    | 1883 (vor) |      |       | Schiefer |      |      |
| Gerharz                      | Masburg         | Coblenz    | 1883 (vor) |      |       | Schiefer |      |      |
| Germania                     | Kaisersesch     | Coblenz    | 1883 (vor) |      |       | Schiefer |      |      |
| Gertrud                      | Düngenheim      | Coblenz    | 1883 (vor) |      |       | Schiefer |      |      |
| Gertrude                     | Laubach         | Coblenz    | 1883 (vor) |      |       | Schiefer |      |      |
| Glücksanfang                 | Laubach         | Coblenz    | 1883 (vor) |      |       | Schiefer |      |      |
| Goldschmidt                  | Müllenbach      | Coblenz    | 1883 (vor) |      |       | Schiefer |      |      |
| Gorges I-II                  | Laubach         | Coblenz    | 1883 (vor) |      |       | Schiefer |      |      |
| Gott mit uns                 | Gamlen          | Coblenz    | 1883 (vor) |      |       | Schiefer |      |      |
| Gute Hoffnung                | Müllenbach      | Coblenz    | 1883 (vor) |      |       | Schiefer |      |      |
| Gutglück                     | Laubach         | Coblenz    | 1883 (vor) |      |       | Schiefer |      |      |
| Güttenkäulchen               | Müllenbach      | Coblenz    | 1883 (vor) |      |       | Schiefer |      |      |
| Haardt                       | Düngenheim      | Coblenz    | 1883 (vor) |      |       | Schiefer |      |      |
| Hasenwieschen                | Laubach         | Coblenz    | 1883 (vor) |      |       | Schiefer |      |      |
| Heidenloch                   | Laubach         | Coblenz    | 1883 (vor) |      |       | Schiefer |      |      |
| Hoffnung                     | Masburg         | Coblenz    | 1883 (vor) |      |       | Schiefer |      |      |
| Höllenpforte                 | Laubach         | Coblenz    | 1883 (vor) |      |       | Schiefer |      |      |
| Jacob                        | Kaisersesch     | Coblenz    | 1883 (vor) |      |       | Schiefer |      |      |
| Johannes                     | Masburg         | Coblenz    | 1883 (vor) |      |       | Schiefer |      |      |
| Johannisberg                 | Urmersbach      | Coblenz    | 1883 (vor) |      |       | Schiefer |      |      |
| Joseph                       | Kaisersesch     | Coblenz    | 1883 (vor) |      |       | Schiefer |      |      |
| Joseph                       | Düngenheim      | Coblenz    | 1883 (vor) |      |       | Schiefer |      |      |
| Josephsglück                 | Düngenheim      | Coblenz    | 1883 (vor) |      |       | Schiefer |      |      |
| Kronwieschen                 | Masburg         | Coblenz    | 1883 (vor) |      |       | Schiefer |      |      |
| Lerchenfang                  | Laubach         | Coblenz    | 1883 (vor) |      |       | Schiefer |      |      |
| Lucas                        | Masburg         | Coblenz    | 1883 (vor) |      |       | Schiefer |      |      |
| Mairöschen                   | Laubach         | Coblenz    | 1883 (vor) |      |       | Schiefer |      |      |
| Marcus                       | Masburg         | Coblenz    | 1883 (vor) |      |       | Schiefer |      |      |
| Margaretha                   | Forst           | Coblenz    | 1883 (vor) |      |       | Schiefer |      |      |
| Marthenthal I-II             | Müllenbach      | Coblenz    | 1883 (vor) |      |       | Schiefer |      |      |
| Marie                        | Laubach         | Coblenz    | 1883 (vor) |      |       | Schiefer |      |      |
| Masburg                      | Masburg         | Coblenz    |            |      |       | Eisen; Konzessionsfeld                                                                                                  |      |      |
| Mathias                      | Kaisersesch     | Coblenz    | 1883 (vor) |      |       | Schiefer |      |      |
| Mathias                      | Laubach         | Coblenz    | 1883 (vor) |      |       | Schiefer |      |      |
| May                          | Urmersbach      | Coblenz    | 1883 (vor) |      |       | Schiefer |      |      |
| Mayer                        | Laubach         | Coblenz    | 1883 (vor) |      |       | Schiefer |      |      |
| Mühlenkäulchen               | Müllenbach      | Coblenz    | 1883 (vor) |      |       | Schiefer |      |      |
| Nachbarin I-II               | Laubach         | Coblenz    | 1883 (vor) |      |       | Schiefer |      |      |
| Neuer Pütz – Oberer Eingang  | Laubach         | Coblenz    | 1883 (vor) |      |       | Schiefer |      |      |
| Neuer Pütz – Unterer Eingang | Laubach         | Coblenz    | 1883 (vor) |      |       | Schiefer |      |      |
| Oberhirsch                   | Laubach         | Coblenz    | 1883 (vor) |      |       | Schiefer |      |      |
| Oligskaul I-IV               | Laubach         | Coblenz    | 1883 (vor) |      |       | Schiefer |      |      |
| Ostermann                    | Masburg         | Coblenz    | 1883 (vor) |      |       | Schiefer |      |      |
| Peter                        | Laubach         | Coblenz    | 1883 (vor) |      |       | Schiefer |      |      |
| Pickard                      | Düngenheim      | Coblenz    | 1883 (vor) |      |       | Schiefer |      |      |
| Pfaffrath                    | Müllenbach      | Coblenz    | 1883 (vor) |      |       | Schiefer |      |      |
| Reichhard                    | Masburg         | Coblenz    | 1883 (vor) |      |       | Schiefer |      |      |
| Reifgeswies                  | Kaisersesch     | Coblenz    | 1883 (vor) |      |       | Schiefer |      |      |
| Rieden                       | Kaisersesch     | Coblenz    | 1883 (vor) |      |       | Schiefer |      |      |
| Rosen                        | Laubach         | Coblenz    | 1883 (vor) |      |       | Schiefer |      |      |
| Schneider                    | Urmersbach      | Coblenz    | 1883 (vor) |      |       | Schiefer |      |      |
| Schopp                       | Laubach         | Coblenz    | 1883 (vor) |      |       | Schiefer |      |      |
| Sisterbach                   | Laubach         | Coblenz    | 1883 (vor) |      |       | Schiefer |      |      |
| St. Catharina                | Müllenbach      | Coblenz    | 1883 (vor) |      |       | Schiefer |      |      |
| Steffes                      | Masburg/Laubach | Coblenz    | 1883 (vor) |      |       | Schiefer |      |      |
| Stempler                     | Masburg         | Coblenz    | 1883 (vor) |      |       | Schiefer |      |      |
| Stockberg                    | Laubach         | Coblenz    | 1883 (vor) |      |       | Schiefer |      |      |
| Unterschkaul                 | Laubach         | Coblenz    | 1883 (vor) |      |       | Schiefer |      |      |
| Walgenbach I-II              | Laubach         | Coblenz    | 1883 (vor) |      |       | Schiefer |      |      |
| Welter                       | Laubach         | Coblenz    | 1883 (vor) |      |       | Schiefer |      |      |
| Werresnick                   | Masburg         | Coblenz    | 1883 (vor) |      |       | Schiefer |      |      |
| Wolf                         | Laubach         | Coblenz    | 1883 (vor) |      |       | Schiefer |      |      |
| Wolfertsthälchen             | Müllenbach      | Coblenz    | 1883 (vor) |      |       | Schiefer |      |      |
| Zwietracht                   | Laubach         | Coblenz    | 1883 (vor) |      |       | Schiefer |      |      |

### Verbandsgemeinde Zell
| Name          | Stadt/Gemeinde               | Bemerkung | Lage | Beginn     | Ende | Bild |
| ------------- | ---------------------------- | --- | ---- | ---------- | ---- | ---- |
| Alf I-II      | Alf                          | Roteisenstein; nur Schurf, Bergrevier Coblenz |      |            |      |      |
| Adolph-Helene | Zell (VG), OG Altlay         | Blei, Zink, Kupfer; spätestens im 19. Jahrhundert begonnen; Gewerkschaft Barbarasegen; ehemalige Aufbereitung und Verladerampe sind noch erhalten; in der Nähe der Schiefergrube Altlay | Lage |            | 1959 |      |
| Barbarasegen  | Altlay                       | Blei, Zink, Kupfer; zu Adolph-Helene | Lage |            | 1959 |      |
| Heinrichsfeld | Zell (Mosel) OG Blankenrath  | Eisen |      |            |      |      |
| Gutglück      | Zell (Mosel) OG Reidenhausen | Eisen |      |            |      |      |
| Scheidenglück | Zell (Mosel) OG Reidenhausen | Eisen |      |            |      |      |
| Theis-Böger   | Zell (Mosel) OG Altlay       | Schiefer; auch Schiefergrube Altlay genannt; bis 120 m Teufe | Lage |            |      |      |
| Theodor       | Zell (Mosel) OG Tellig       | Blei, Zink; auch Grube Gewerkschaft Merkur genannt; in der Konzession Trarbach gelegen; Theodorschacht (140 m Teufe, 5 Sohlen); Robert-Bosch-Stollen verbunden mit 5. Sohle (1,050 m lang, hier Blindschacht mit 100 m Teufe und 3 weiteren Sohlen); Gesamtförderung: 50.000 t Erz; Schachtanlage teilweise erhalten | Lage | 1937 (vor) | 1959 |      |
| Helena        | Zell (Mosel) OG Tellig       | Eisen; südlich von Theodor |      |            |      |      |
| Zell          | Zell (Mosel) OG Tellig       | Eisen |      |            |      |      |
| Stollen       | Zell (Mosel) OG Altlay       | Blei, Zink, Silber, Kupfer | Lage |            |      |      |
| Stollen       | Zell (Mosel) OG Altlay       | Blei, Zink, Silber, Kupfer | Lage |            |      |      |
| Stollen       | Zell (Mosel), OG Altlay      | Blei, Zink, Silber, Kupfer | Lage |            |      |      |
| Stollen       | Zell (Mosel), OG Altlay      | Blei, Zink, Silber, Kupfer | Lage |            |      |      |
| Stollen       | Zell (Mosel), OG Altlay      | Blei, Zink, Silber, Kupfer | Lage |            |      |      |
| Stollen       | Zell (Mosel), OG Altlay      | Blei, Zink, Silber, Kupfer | Lage |            |      |      |
| Stollen       | Zell (Mosel), OG Altlay      | Blei, Zink, Silber, Kupfer | Lage |            |      |      |
| Stollen       | Zell (Mosel), OG Altlay      | Blei, Zink, Silber, Kupfer | Lage |            |      |      |
| Stollen       | Zell (Mosel), OG Altlay      | Blei, Zink, Silber, Kupfer | Lage |            |      |      |
| Stollen       | Zell (Mosel), OG Altlay      | Blei, Zink, Silber, Kupfer | Lage |            |      |      |
| Stollen       | Zell (Mosel), OG Altlay      | Blei, Zink, Silber, Kupfer | Lage |            |      |      |
| Stollen       | Zell (Mosel), OG Altlay      | Blei, Zink, Silber, Kupfer | Lage |            |      |      |